# تشارلز إدوارد هوفي
تشارلز إدوارد هوفي (بالإنجليزية: Charles Edward Hovey)‏ هو ضابط أمريكي، ولد في 26 أبريل 1827 في ثيتفورد في الولايات المتحدة، وتوفي في 17 نوفمبر 1897 في واشنطن العاصمة في الولايات المتحدة.